# Bernard 74
Il Bernard 74 fu un aereo da caccia monomotore, monoplano e monoposto con capacità acrobatiche, realizzato dall'azienda francese Société des Avions Bernard (S.A.B.) nei primi anni trenta e rimasto allo stadio di prototipo.
Sviluppato assieme ai Bernard 72 e 73 beneficiava, come questi, dell'esperienza acquisita nella progettazione dell'azienda di idrocorsa. Fu presentato alle autorità militari francesi ottenendo un contratto di fornitura che, tuttavia, non si concretizzò nella produzione in serie a causa del sopraggiunto fallimento dell'azienda.

## Storia del progetto
Nel 1930 la S.A.B., sfruttando l'esperienza acquisita nel campo delle competizioni aeronautiche, decise di iniziare lo sviluppo di un nuovo modello con capacità acrobatiche che potesse soddisfare anche le esigenze nell'addestramento avanzato dei piloti da caccia.
A questo scopo avviò due differenti progetti derivati da un caccia rimasto allo stadio progettuale, il Bernard 70, e indicati come S-72, un modello da competizione che successivamente rimotorizzato assumerà la designazione S-73, e S-74C-1.
I modelli avevano impostazioni comuni: configurazione monomotore, velatura monoplana ad ala bassa con carrello d'atterraggio convenzionale fisso, tuttavia solo l'ultimo era stato concepito, conformemente alle specifiche C-1 (chasseur monoplace) indicate dal Ministère de l'Air, per il mercato dell'aviazione militare nazionale.
Il prototipo dell'S-74C-1, indicato in seguito come 74.01, equipaggiato con un motore radiale Gnome-Rhône 7Kbs da 280 hp (209 kW), venne portato in volo per la prima volta nel febbraio 1931 dal pilota collaudatore dell'azienda Assolant, il quale durante i successivi test, dimostrò che il velivolo possedeva eccellenti qualità acrobatiche riuscendo anche a raggiungere una velocità massima superiore ai 300 km/h.
Dopo i primi voli, giudicati soddisfacenti, il velivolo venne inviato al servizio tecnico di prove di volo di Villacoublay per le valutazioni e affidato al pilota Jacques Lecarme. Le impressioni riportate risultarono talmente positive da ottenere un contratto di fornitura ufficiale per 25 esemplari.
Un secondo prototipo, indicato come 74.02, volò nell'ottobre di quello stesso anno, equipaggiato con un Gnome-Rhône 7Kd da 360 hp, versione di maggior potenza del radiale utilizzato dal 74.01, con il quale riuscì a raggiungere i 350 km/h. In seguito il 74.01 venne rimotorizzato con uno Gnome-Rhône 9Kbrs assumendo la nuova designazione Bernard 75, rimanendo in servizio gli anni successivi come addestratore avanzato.
Nonostante l'acquisizione del contratto di fornitura l'azienda, che versava in difficoltà economiche, non riuscì a far fronte all'ordine per il suo sopraggiunto fallimento nel corso del 1936.

## Utilizzatori
Francia
- Aéronautique Militaire

### Pubblicazioni
- Bernard 74, in Aerei da guerra, Ginevra - Novara, Edito Service S.A. - Istituto Geografico De Agostini, 1993.